# Xaiota
El xaiot, xaiota, sequi, segui, (chayote en castellà) (Sechium edule), és una espècie comestible de planta dins la família cucurbitàcia. És originària de mesoamèrica on és molt cultivada com també en altres zones del món. La paraula chayote prové del nàhuatl chayohtli. Els fruits es poden menjar crus o cuits i afegits a les amanides i salses sovint marinats amb llimona. També es poden menjar els brots i les fulles.
La paraula xaiot prové de l'espanyol chayote, que designa el fruit i la planta igualment. L'arrel de la planta es diu xinta i es pot menjar ; en nahuatl, chayotli anomena només el seu fruit espinós, i en castellà el nahuatlisme chinchayote designa l'arrel.

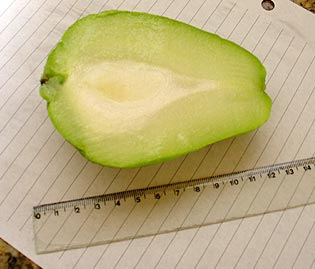
Interior de la xaiota

La planta és una liana que pot arribar als 12 metres de llargada, les fulles tenen forma de cor. El fruit acostuma a tenir forma de pera amb una llargada de 10 a 20 centímetres. Les arrels són tuberoses.

## Galeria

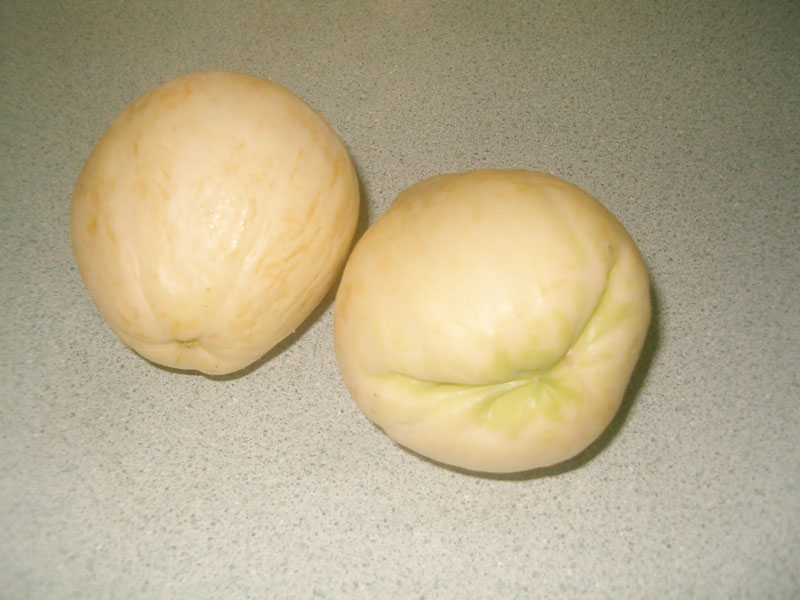
Varietat perulero
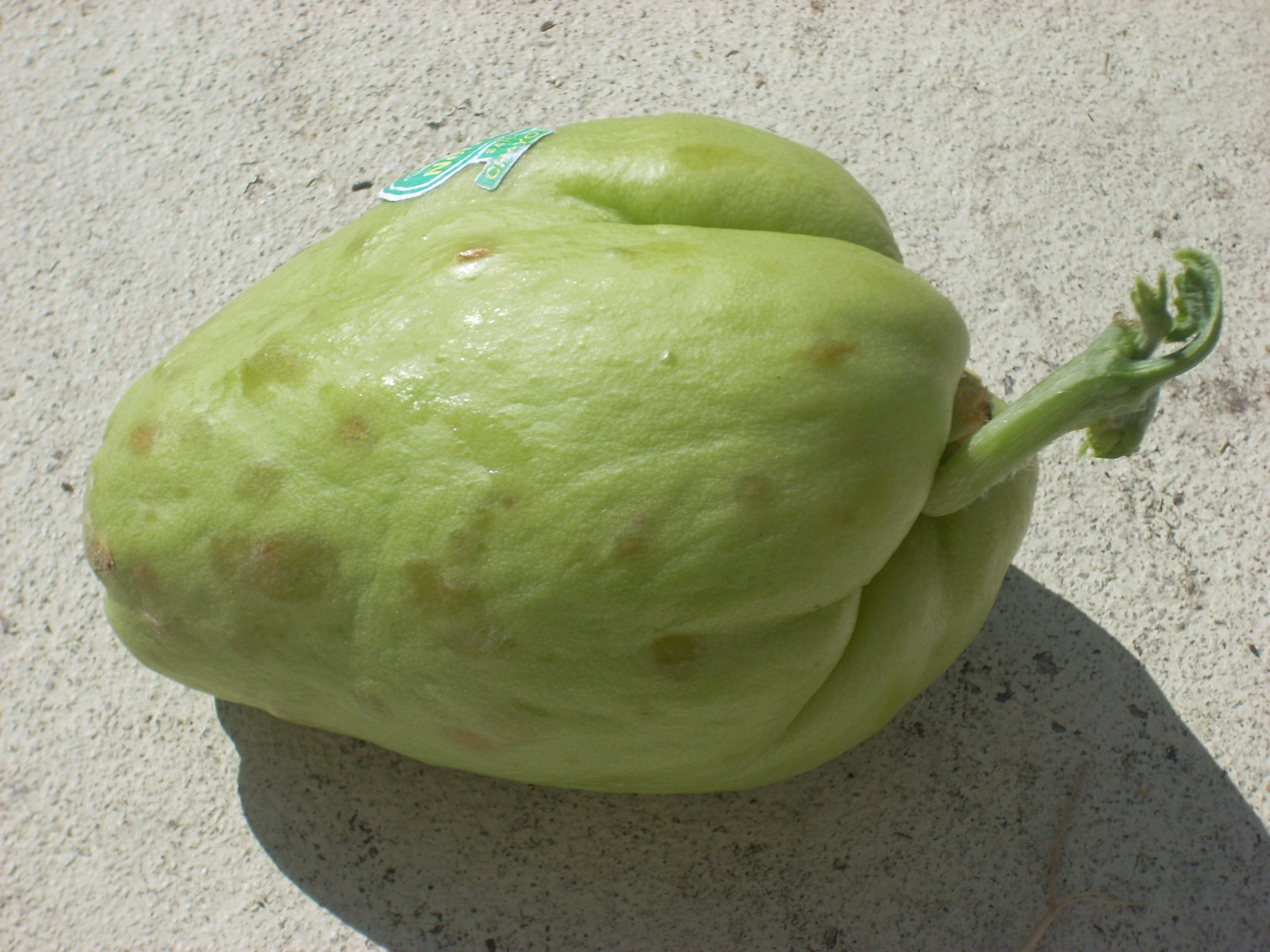
Procés reproductiu